# Зингер, Некод
Некод Зингер (ивр. נקודא זינגר‎; род. 9 августа 1960, Новосибирск) — израильский художник и писатель, пишущий на русском языке и иврите.

## Биография
Сын Евсея Михайловича Зингера (1911—1977), пианиста, музыковеда и музыкального педагога, первого заведующего кафедрой фортепиано Новосибирской консерватории, автора монографии «История фортепианного искусства Франции до середины XIX века» (1976).
После окончания школы работал художником-декоратором в Новосибирском государственном академическом театре оперы и балета. С 1980 г. жил в Ленинграде, учился на театроведческом факультете Ленинградского государственного института театра, музыки и кинематографии. В 1985—1988 гг. вместе с женой, поэтом Гали-Даной Зингер жил в Риге. В 1988 г. они репатриировались в Израиль. Живут в Иерусалиме.

## Литературное творчество
Некод Зингер опубликовал три книги собственной прозы, глубоко укоренённой в истории и культуре Израиля: так, роман «Мандрагоры», по мнению Александра Чанцева, «буквально утоплен в еврейских традициях и обыкновениях», а критик Ольга Балла видит в нём доказательство того, что «русская израильская литература — укоренённая именно в местной почве, насыщенная местными подтекстами, апеллирующая к местным смыслам да ещё и выговаривающая их по-русски — всё-таки существует». Зингеру посвящена глава в книге израильского литературоведа Романа Кацмана Nostalgia for a Foreign Land: Studies in Russian-Language Literature in Israel (2016), и в ней прослеживается взаимосвязь между существенными для писателя многоязычием и эстетикой неоэклектизма.
Как эссеист, пишущий об израильской истории и культуре, является постоянным автором сайта Booknik.ru, выступает также на сайте «Я — Тора», в израильской периодике.
Среди переводов Зингера с иврита — романы Давида Шахара «Лето на улице Пророков» и «Путешествие в Ур Халдейский», роман «С кем бы побегать» Давида Гроссмана (перевод совместно с Гали-Даной Зингер), классические еврейские источники (в том числе мидраши Рут Рабба и Эстер Рабба). Среди переводов Зингера с английского языка — рассказ Денниса Силка «Молино и Костиган», удостоенный в 2013 году премии имени Норы Галь.

## Художественное творчество
Участвовал более чем в 50 израильских и международных выставках в качестве художника. Финалист международного конкурса Private Budapest (2016). Выступал также как художник-иллюстратор.
Писатель Александр Иличевский выделяет среди работ Зингера цикл «Цветы Иерусалима», работы которого «сосредоточены на сердцевине метафизики — на области обитания души после смерти, на знаке ослепления, затмения, на способе изобразить солнечный свет в беспримесном виде, отдельным от здешнего мира, то есть на изображении неизображаемого».

## Переводы
- Давид Шахар. Путешествие в Ур Халдейский / Пер. с иврита: Некод Зингер. — Москва, Иерусалим: Мосты культуры / Гешарим, 2003. — 288 с.
- Давид Шахар. Лето на улице Пророков / Пер. с иврита: Некод Зингер. — Москва, Иерусалим: Мосты культуры / Гешарим, 2004. — 288 с.
- Давид Гроссман. С кем бы побегать : [для старшего школьного возраста : от 15 до 18] / Пер. с иврита: Гали-Дана Зингер, Некод Зингер. — Москва: Розовый жираф, 2011. — 425, [1] с.; 23 см. — (Вот это книга!).; ISBN 978-5-903497-50-8 (в пер.)
- Феликс Зандман. Через тернии к звездам (От Вишей — к "Вишей") / Пер. с английского: Некод Зингер. — Иерусалим: Кетер. — 464 с.
- Цруя Шалев. Боль / Пер. с иврита: Некод Зингер. — Москва: Синдбад, 2019. — 368 с.
- Деннис Силк. Трифон и другие / Пер. с иврита: Гали-Дана Зингер, Некод Зингер. — Москва: всегоничего, 2021. — 90 с.